# Velké Hamry
Velké Hamry − miasto w Czechach, w kraju libereckim.
1 stycznia 2017 gminę zamieszkiwało 2667 osób, a ich średni wiek 44,0 roku.  

Herb miasta Velké Hamry

## Demografia
| Rok             | 1970  | 1980  | 1991  | 2001  | 2003  |
| --------------- | ----- | ----- | ----- | ----- | ----- |
| Liczba ludności | 2 273 | 2 118 | 2 063 | 2 721 | 2 754 |